# 静岡県道368号湖東舘山寺線
静岡県道368号湖東舘山寺線（しずおかけんどう360ごう ことうかんざんじせん）は、静岡県浜松市中央区を通る一般県道である。

## 概要
和地町（すじかい橋北交差点）から呉松町（新呉松橋北交差点）まで区域決定、供用開始。湖東町から和地町間、呉松町から舘山寺町間は区域未決定。

### 路線データ
- 陸上距離：2.4km
- 起点：静岡県浜松市中央区湖東町
- 終点：静岡県浜松市中央区舘山寺町

## 地理

### 通過する自治体
- 静岡県
  - 浜松市（中央区）

### 交差する道路
- 静岡県道49号細江舞阪線
- 静岡県道305号金指停車場和地線
- E1 東名高速道路 舘山寺スマートIC（下り線）
- 静岡県道320号引佐舘山寺線